# Virachola sylvia
Virachola sylvia är en fjärilsart som beskrevs av D'abrera 1971. Virachola sylvia ingår i släktet Virachola och familjen juvelvingar. Inga underarter finns listade i Catalogue of Life.